# George Hooper
George Hooper (18 novembre 1640 – 6 septembre 1727) est un érudit et un influent clerc de la Haute Église anglaise de la fin du XVIIe siècle et du début du XVIIIe siècle. Il est évêque du diocèse de St Asaph, puis du diocèse de Bath et Wells. Il a aussi tenu le rôle de chapelain auprès de membres de la famille royale britannique. On lui doit plusieurs ouvrages religieux.

## Biographie
George Hooper naît le 18 novembre 1640 à Grimley dans le Worcestershire. Son père, qui porte le même nom, semble être un gentleman jouissant d'une fortune modeste ; sa mère, Joan Hooper, est la fille d'Edmund Giles, un gentleman de White Ladies Aston dans le Worcestershire. Ses  parents déménagent ensuite à Westminster. Il est boursier de la St Paul's School à Londres à l'époque où John Langley est son directeur (high-master) de 1640 à 1657. Lorsque Richard Busby prend la charge de Langley, Hooper est envoyé à la Westminster School, car il est jugé très prometteur. Il reçoit une bourse d'études royale.
Hooper reçoit une bourse d'études de Westminster pour étudier à Christ Church à Oxford, en 1657. Il obtient son BA le 16 janvier 1660, son MA le 1er décembre 1663, son Bachelor of Divinity (BD) le 9 juillet 1673 et est reçu Doctor of Divinity (DD) le 3 juillet 1677. Il reste à Oxford en tant que tuteur de collège jusqu'en 1672. Sous la supervision du Dr. Edward Pococke, il devient érudit en langues hébreu et syriaque, tout en apprenant l'arabe dans le but de faire une exégèse de l'Ancien Testament,.

## Œuvres
La plupart des ouvrages de Hooper ont été publiés anonymement,,,,,,.
- (en) The Church of England free from the imputation of Popery. c. 1682.

Un discours écrit et publié à la requête d'Henry Compton, pasteur de Londres, vers 1682. Une autre édition est parue dans The London Cases en 1694. Une troisième édition, à frais d'auteur, est sortie en 1716 et donnée à son clergé pour souligner un anniversaire.
- A Fair and Methodical Discussion of the First and great Controversy between the Church of England and the Church of Rome concerning the Infallible Guide, 1689.

Une étude sur une controverse entre l'Église d'angleterre et l'Église de Rome.
- (en) A Discourse concerning Lent, in 2 Parts, 1695.

Une longue et érudite enquête sur le sens et l'origine du carême.
- (en) A Calculation of the Credibility of Human Testimony,, première édition dans Philosophical Transactions en octobre 1699

La seule publication imprimée sur la mathématique.
- (en) The Narrative Vindicated,

Une justification du récit d'une procédure au Lower House of Convocation, 1700-1, par Henry Aldrich.
- (la) De Valentiniarnorum Hæresi, quibus illius origo ex Ægyptiacâ Theologiâ deducitur, 1711.

Lorsqu'il apprend qu'une nouvelle édition des écrits de Tertullien est en préparation, il fait parvenir ces notes aux éditeurs, mais elles sont perdues.
- (en) Eight Sermons preached on several occasions from 1681 to 1713.

Des sermons
- An Inquiry into the State of Antient Weights and Measure, the Attick, the Roman and the Jewish, 1721.

Une étude sur les poids et mesures au temps de la Grèce antique, de la Rome antique et chez les juifs aux temps anciens
- De Benedictione Patriarchæ Jacobi, Gen. xlix. Conjecturæ, 1728.

Un recueil de tous ses écrits, publié selon ses instructions alors qu'il est sur son lit de mort. Publié à Oxford en 1757. Une autre édition est parue en 1855, encore à Oxford.